# Телёнжна-Канал
Телёнжна-Канал — т. н. пол. kolonia («колония», то есть выселки) в гмине Барухово Влоцлавского повета Куявско-Поморского воеводства в центральной части севера Польши.
В 1975–1998 годах выселка находился в Влоцлавском воеводстве. Находиться лесной зоне, недалеко Коробецкое Озеро.  Состоит примерно из 11 улиц и проулков.